# Gardekorps

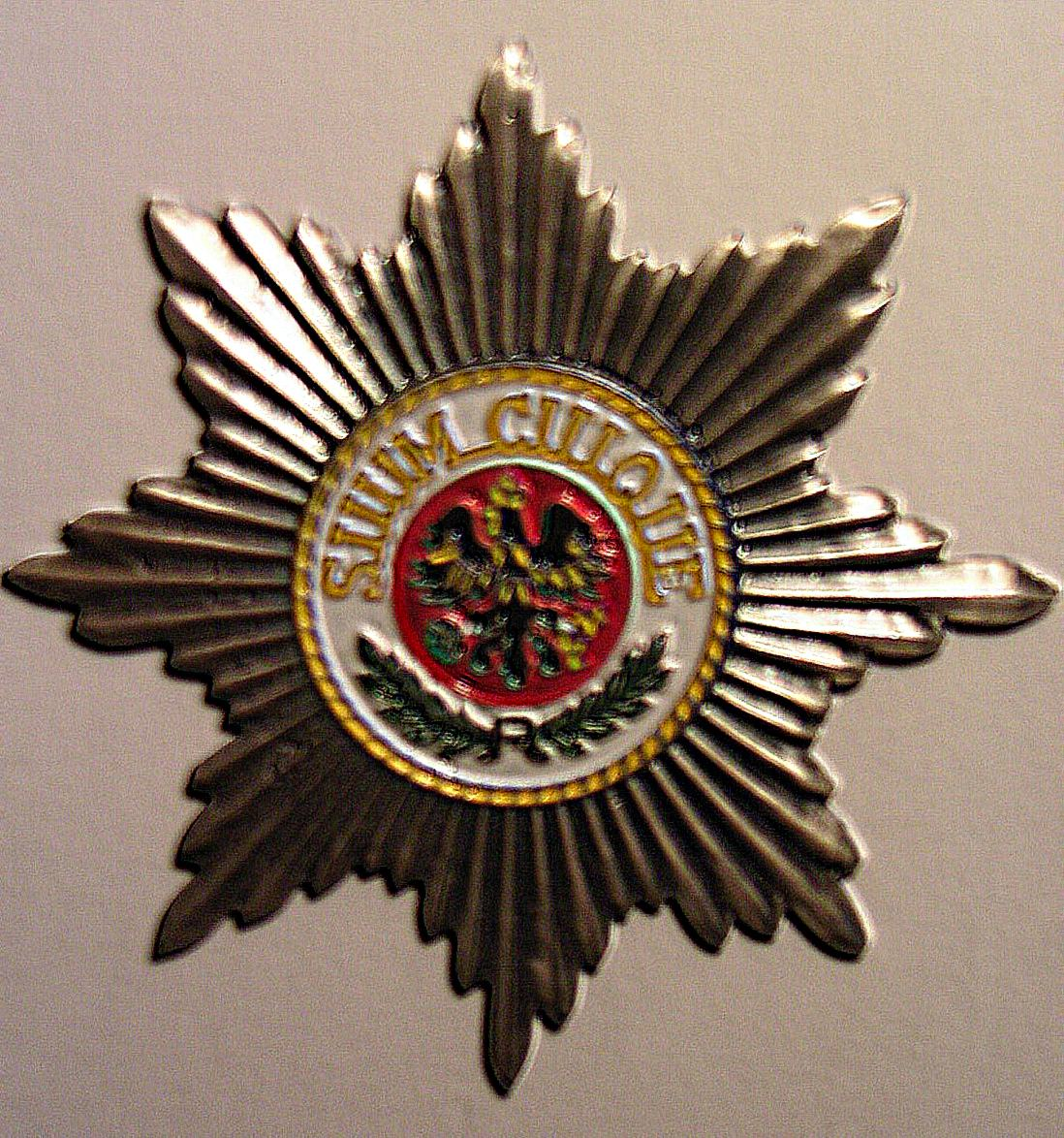
Der preußische Gardestern (Stern des Schwarzen Adlerordens), das Abzeichen der Garde

Dem seit 1814 bestehenden Gardekorps gehörten bis 1918 sämtliche Gardetruppenteile der Preußischen Armee an. Sie hatten – mit Ausnahme des Königin Augusta Garde-Grenadier-Regiments Nr. 4, das zeitweilig in Koblenz stationiert war – grundsätzlich ihre Garnison in der preußischen Haupt- und Residenzstadt Berlin, der Residenzstadt Potsdam sowie in Charlottenburg, der Festung Spandau und weiteren kleineren Orten in deren Umgebung. In Berlin führte täglich eine Formation des Gardekorps den Wachaufzug Unter den Linden aus. Nach einem bestimmten Schlüssel kam jede nicht-berittene Truppe mindestens einmal im Jahr an die Reihe. Die Wache stellte sich mit der jeweiligen Regimentskapelle vor dem Reiterstandbild Friedrichs des Großen auf und zog vor die Neue Wache, wo im benachbarten Kastanienwäldchen die Veranstaltung mit einem Konzert ausklang. Bei Beginn des Ersten Weltkrieges war der Verband der II. Armee-Inspektion unterstellt.

## Geschichte

### Deutscher Krieg 1866
Das preußische I. Korps war am 27. Juni 1866 in der Schlacht bei Trautenau vom österreichischen X. Armeekorps unter FML Ludwig von Gablenz zurückgeschlagen worden. Die Truppen des Generals von Bonin verloren ihre Rolle als Vorhut der preußischen 2. Armee und wurden darin durch das preußische Gardekorps unter Prinz August von Württemberg abgelöst. Gablenz zog sein angeschlagenes Korps von Trautenau nach Soor zurück und ersuchte seinen Vorgesetzten FZM Benedek um eilige Verstärkung. Gablenz versuchte den Vormarsch der preußischen Garde durch konzentriertes Artilleriefeuer aus Norden und Osten auf Staudenz zu lenken und dort festzuhalten. Er wollte damit Einheiten des herankommenden IV. Korps unter FML Tassilo Graf Festetics die Möglichkeit verschaffen, die Garde von Süden her in die Flanke zu fallen. Am 28. Juni kam es zum Gefecht von Soor und Burkersdorf. Die preußische 1. Gardedivision unter Führung von Generalleutnant Wilhelm Hiller von Gaertringen drängte die österreichischen Verteidiger bei Staudenz erfolgreich zurück. Gleichzeitig konnte weiter nördlich die 2. Garde-Division unter General Heinrich von Plonski die österreichische Brigade Grivicic vom restlichen X. Korps abschneiden und diese im Gefecht bei Burkersdorf nahezu vollständig aufreiben.
Dem Befehl Moltkes folgend, hatte das Gardekorps bei Burkersdorf und Alt-Rognitz den Gegner geschlagen und in den folgenden Tagen die Verbindung mit dem I. Armeekorps sowie mit dem V. Armeekorps hergestellt. Moltke erwartete die Vereinigung der gesamten preußischen 2. Armee an der Elbe bei Königinhof, das von der 1. Garde-Division besetzt wurde. Die 1. Garde-Division griff am 3. Juli als Vorhut der 2. Armee in der entscheidenden Schlacht bei Königgrätz ein und konnte Chlum besetzten. Bei der Verteidigung dieses Ortes gegen Angriffe österreichischer Reserven fiel General Hiller, nachdem er von einem Granatsplitter getroffen worden war.

### Deutsch-Französischer Krieg 1870–71

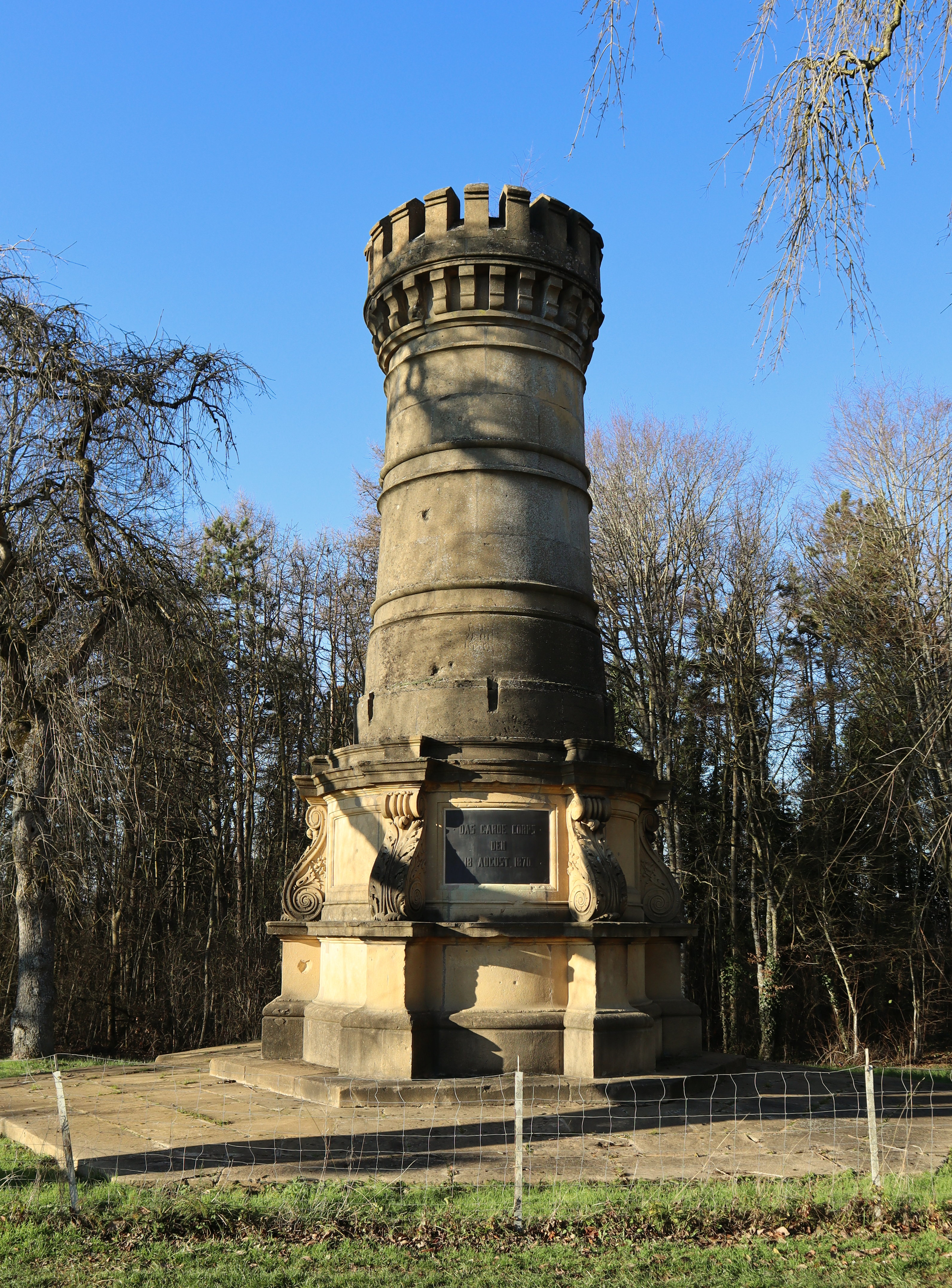
Denkmal des Gardekorps (1870) in Saint-Privat-la-Montagne

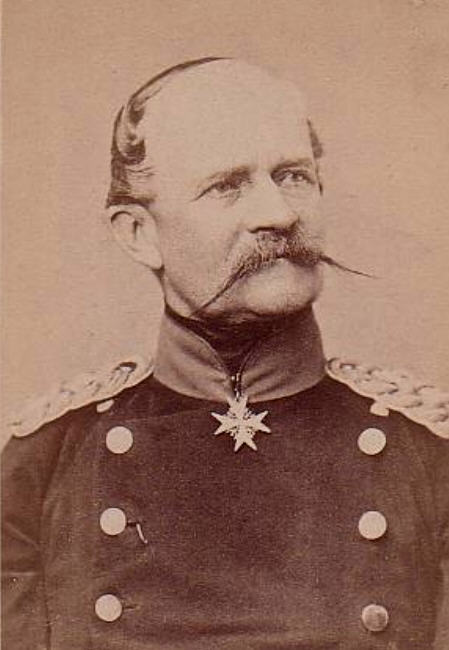
Prinz August von Württemberg

Das Gardekorps versammelte sich unter dem Kommandierenden General Prinz August von Württemberg bis zum 5. August 1870 in Mannheim und wurde der 2. Armee unterstellt. Beim westlichen Umgehungsmanöver des im Raum Metz konzentrierten Gegners, befahl Prinz Friedrich Karl am 18. August während der Schlacht bei Gravelotte das Eingreifen der Garde. Während das IX. Armeekorps unter General von Manstein in Richtung auf Saint-Privat vorging, hatte die 1. Garde-Division unter Generalmajor von Pape den Befehl, von Habonville aus unterstützend auf St. Ail vorzugehen. Das den Weg verlegende Dorf St. Marie-aux-Chênes erwies sich jedoch als stark feindbesetzt und musste erstürmt werden. Der Angriff der Garde erfolge westlich von Saint-Privat über eine weite Ebene und ohne ausreichende Artillerieunterstützung, infolge des überlegenen Chassepotgewehres kam es zu schweren Verlusten. Je näher die Garden an Saint-Privat herankamen, umso größer wurden die Verluste an Offizieren und Mannschaften. Als um 18:30 Uhr jedes weitere Vordringen stockte und die zugesagte Hilfe des sächsischen Korps ausblieb, musste der Angriff abgebrochen werden. Allein in dieser einen Stunde verloren die preußischen Gardetruppen etwas mehr als 5000 Mann – Tote und Verwundete. Erst am Abend gelang es den im Norden zur Umfassung angesetzten sächsischen XII. Korps den rechten Flügel der französischen Schlachtlinie aufzurollen und dadurch das schwer ringende Gardekorps vor weiteren Opfern zu bewahren.
Das Gardekorps wurde darauf der neugebildeten Maasarmee zugeteilt. Diese stand nach der Schlacht bei Beaumont am 30. August abends mit dem IV. Korps bei Mouzon, mit dem XII. Korps nördlich und mit der Garde südlich Beaumont. Am 1. September nahm die Garde am östlichen Maasufer an der Schlacht von Sedan teil. Die 1. Garde-Division stürmte dabei das Dorf Givonne, die 2. Garde-Division die feindliche Stellung bei Daigny.
Unter dem Oberbefehl des Kronprinzen Albert von Sachsen wurde dem Korps bei der folgenden Belagerung von Paris am 20. September ein Abschnitt im Norden der Stadt zugewiesen. Um den Besitz des Dorfes Le Bourget kam es am 28. Oktober zu schweren Kämpfen mit aus der Stadt ausbrechenden französischen Truppen. Die 2. Garde-Division unter General von Budritzki hatte allerdings nur geringes Interesse, ihre Positionen im Dorf zurückzuerobern. Dennoch befahl Kronprinz Albert, die Stadt einzunehmen. Am 30. Oktober gelang es den preußischen Truppen, Le Bourget zurückzuerobern und etwa 1200 Franzosen gefangen zu nehmen. Ein zweites Gefecht von Le Bourget fand am 21. Dezember 1870 statt. Dabei wurde das Dorf Stains von den Vorposten geräumt, anschließend unter Artilleriefeuer genommen und dann vom 1. Garde-Regiment zurückerobert. Die französische Besatzung von Le Bourget konnte sich den Tag über halten, bis der deutsche Gegenangriff durch drei Bataillone der Regimenter Nr. 3 und Nr. 4 am Nachmittag die Franzosen zurückgedrängt hatte. Die Verluste des Gardekorps an diesem Tag betrugen 14 Offiziere und 431 Soldaten an Toten, Verwundeten und Vermissten.

### Erster Weltkrieg

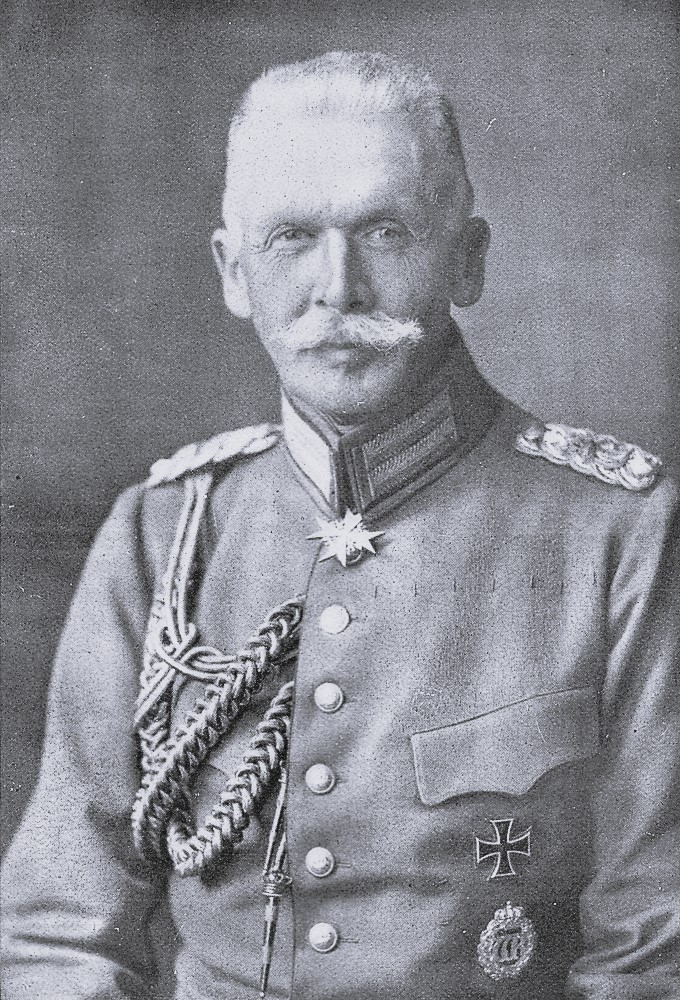
Karl von Plettenberg

Bis zum 12. August 1914 war der Aufmarsch des Korps an der Westfront im Raum Malmedy abgeschlossen. Kommandierender General war Karl von Plettenberg, als Chef des Stabes fungierte Oberstleutnant Graf von der Schulenburg. Die zugeteilte 1. und 2. Garde-Division befehligten die Generalleutnants von Hutier und von Winckler.
Beim Einmarsch durch Belgien wurde das Korps am linken Flügel der 2. Armee eingesetzt, marschierte in Richtung auf Namur vor und rang am 23. August in der Schlacht an der Sambre.
Während der Schlacht von St. Quentin (29. August) stand das Gardekorps im Raum Guise. Beim deutschen Vorstoß südlich von Guise erreichte das X. Armeekorps die Linie Audigny – Macquigny, das Gardekorps wurde links davon mit der 2. Garde-Infanterie-Division auf Puisieux und der 1. Garde-Infanterie-Division auf Proisy angesetzt. Zwischen 2. und 4. September über Sissonne nach Corbény (über den Damenweg) vorgehend wurde die Marne erreicht und überschritten.
In der entscheidenden Schlacht an der Marne (6.–9. September) rang das Korps im engen Zusammenwirken mit dem rechten Flügel der 3. Armee an der Linie Écury-le-Repos – Fère-Champenoise um den vergeblichen Sieg. Nach den französischen Gegenangriffen wurde der deutsche Rückzug befohlen: die 1. Garde-Infanterie-Division ging am 10. September über Aulnay-aux-Planches – Coligny, die 2. Garde-Infanterie-Division über Morains – Bergères-lès-Vertus nach Vertus zurück. Am 12. September unterstützte die 1. Garde-Infanterie-Division während der Schlacht an der Aisne das stark bedrängte VII. Armee-Korps bei Brimont im Raum nordwestlich von Reims. Mitte September 1914 verteidigte die Garde die neuen Stellungen bei Fresnes und am Chemin des Dames. Während des Wettlaufes zum Meer wurde das Gardekorps der 6. Armee überstellt und griff Anfang Oktober in der ersten Schlacht von Arras ein.
Während der Schlacht von Ypern stand das Generalkommando ab 11. November 1914 als Korps Plettenberg mit der 2. Garde-Infanterie-Division und der 4. Infanterie-Division bei der neugebildeten Gruppe Linsingen. Am 8. Dezember verließ das Korps Ypern und wurde nach Douai in Reserve verlegt. Im Januar verlegten erste Teile nach Saint-Étienne-au-Temple in die Champagne.
Während der Winterschlacht in der Champagne traf die 1. Garde-Infanterie-Division am 20. Februar 1915 als Verstärkung bei der 3. Armee ein.
Ab 19. April 1915 wurde das Korps an der Ostfront antransportiert. Anfang Mai 1915 stand das Korps bei der 11. Armee an der Biala und nahm an der Durchbruchsschlacht von Gorlice-Tarnów teil. Die Verfolgung erfolgte über die Wisloka bis zum 14. Mai nach Radymno und Jaroslau, wo der San überschritten wurde. Nach dem Durchbruch bei Magierów (19. Juni) wurde die Bahnlinie Lemberg/Rawa-Ruska bei Dobrosin erreicht. Am 26. Juni wurde bei Tarnoczyn die alte russische Grenze überschritten und Mitte Juli erfolgte ein neuerlicher Durchbruch in der Schlacht von Krasnostaw. Am 1. August wurde Dobromysl eingenommen, nach den Verfolgungskämpfe zum Wieprz wurde am 23. August der Bug bei Janow erreicht. Nach dem Fall von Brest-Litowsk wurde das Korps nach Warschau dirigiert und ab Mitte September wieder zurück an die Westfront abtransportiert.
Zu Beginn der Sommeschlacht im Juli 1916 lag das Korps am südlichen Abschnitt zwischen Lassigny und Ribécourt. Die 1. Garde-Division wurde nördlich Lassigny durch die 44. Reserve-Division freigemacht und dem XVII. Armeekorps als Eingreifreserve nach Nesle überstellt.
Am 17. April 1917 wurde das Korps als „Gruppe Aisne“ bezeichnet, war jetzt General der Infanterie von Quast unterstellt und verteidigte im Rahmen der 1. Armee während der zweiten Schlacht an der Aisne den östlichen Abschnitt am Damenweg.
Mitte Juni 1917 waren dem Gardekorps im Raum Juvincourt die 227. und 243. Infanterie-Division unterstellt.
Mitten in der Dritten Flandernschlacht wurde am 9. September 1917 das Generalkommando des III. Bayerischen Armee-Korps aus dem Hauptangriffsfeld herausgelöst, die Führung der „Gruppe Ypern“ wurde jetzt dem Gardekorps unter dem neu ernannten General von Dohna-Schlobitten übertragen. Der bisherige Kommandierende General von Quast übernahm die Führung der 6. Armee. Dem Kommando waren während der Schlacht bei Poelcapelle und bei Passchendaele wegen der schnellen Abnützung während der Großkampftage, oftmals wechselnde Divisionen zugeteilt. Am 13. Oktober etablierte sich am rechten Flügel durch Frontverkürzung und Truppenabgaben die „Gruppe Staden“, das durch das Kommando des Garde-Reserve-Korps besetzt wurde.
Auch im letzten Kriegsjahr 1918 stand das Generalkommando weiterhin im nördlichen Flandern bei der 4. Armee gegenüber britischen Verbänden im Raum nordöstlich Ypern. Ab 10. April 1918 beteiligte sich das Korps mit der 58. Infanterie-Division und der bayerischen 6. Infanterie-Division während der deutschen Angriffe bei Armentières durch nördliche Flankenangriffe auf Langemark.

## Gliederung
Das Gardekorps war nach dem letzten Friedensstand von 1914 in zwei Garde-Divisionen mit fünf Garde-Infanterie-Brigaden und zwei Garde-Feldartillerie-Brigaden, eine Garde-Kavallerie-Division mit vier Garde-Kavallerie-Brigaden und sonstige Truppen und Behörden gegliedert:
- 1. Garde-Division in Berlin
- 2. Garde-Division in Berlin
- Garde-Kavallerie-Division in Berlin
- Garde-Maschinengewehr-Abteilung Nr. 1 in Potsdam
- Garde-Maschinengewehr-Abteilung Nr. 2 in Berlin
- Garde-Fußartillerie-Regiment in Spandau
- Garde-Pionier-Bataillon in Berlin
- 1. Eisenbahn-Brigade in Berlin
  - Eisenbahn-Regiment Nr. 1
  - Eisenbahn-Bataillon Nr. 4
  - Militär-Eisenbahn mit Betriebsabteilung der Eisenbahntruppen und Verkehrsamt
  - Depot-Verwaltung Berlin
- Telegraphen-Bataillon Nr. 1 in Treptow
- Telegraphen-Bataillon Nr. 5 in Klausdorf-Sperenberg
- Luftschiffer-Bataillon Nr. 1 in Tegel
- Luftschiffer-Bataillon Nr. 2 in Tegel, Königsberg und Dresden
- Flieger-Bataillon Nr. 1 in Döberitz
- Kraftfahr-Bataillon in Berlin
- Garde-Train-Abteilung in Berlin

Außerdem unterstanden dem Gardekorps:
- Feld-Artillerie-Schießschule und Fuß-Artillerie-Schießschule mit Lehr-Regimentern in Jüterbog
- Versuchs-Abteilung des Militär-Verkehrswesens/Verkehrstechnische Prüfungskommission in Berlin
- Kriegstelegraphenschule in Spandau
- Leibgendarmerie in Berlin bzw. Potsdam
- Schloßgarde-Kompanie in Berlin
- Invalidenhaus in Berlin

Mit der Mobilmachung im August 1914 wurde das Gardekorps in seine Kriegsgliederung überführt und mit der 1. und 2. Garde-Division der 2. Armee an der Westfront unterstellt. Das zu Beginn des Ersten Weltkrieges parallel neugebildete Garde-Reserve-Korps mit der 3. Garde-Division und der 1. Garde-Reserve-Division war unter General Gallwitz ebenfalls der 2. Armee zugeteilt, wurde aber nach der Belagerung von Namur an die Ostfront verlegt. Die Garde-Kavallerie-Division kam zu Kriegsbeginn zum Höheren Kavallerie-Kommando 1 (bei der 3. Armee), die 2. Garde-Reserve-Division zum X. Reserve-Korps (ebenfalls 2. Armee) und die Garde-Ersatz-Division bildete mit anderen Ersatz-Divisionen den mobilen Ersatz.
Im weiteren Verlauf des Krieges wurden noch aufgestellt:
- 4. Garde-Division im Mai 1915
- 5. Garde-Division im Januar 1917

## Kommandierender General
In der ersten Hälfte des 19. Jahrhunderts befand sich das Generalkommando beim heutigen Carl-von-Ossietzky-Park, dem damaligen Garten der Dienstvilla.
| Name                            | Beginn bzw. Zeitraum des Kommandos        |
| ------------------------------- | ----------------------------------------- |
| Karl von Mecklenburg            | 20. September 1814 bis 21. September 1837 |
| Prinz Wilhelm von Preußen       | 30. März 1838 bis 22. Mai 1848            |
| Karl von Prittwitz              | 23. Mai 1848 bis 1. Juni 1853             |
| Karl von der Groeben            | 02. Juni 1853 bis 2. Juni 1858            |
| August von Württemberg          | 03. Juni 1858 bis 29. August 1878         |
| Wilhelm Graf von Brandenburg    | 30. August 1882 bis 20. August 1884       |
| Alexander von Pape              | 21. August 1884 bis 18. September 1888    |
| Oskar von Meerscheidt-Hüllessem | 19. September 1888 bis 5. Mai 1893        |
| Hugo von Winterfeld             | 06. Mai 1893 bis 17. August 1897          |
| Max von Bock und Polach         | 18. August 1897 bis 26. Januar 1902       |
| Gustav von Kessel               | 27. Januar 1902 bis 28. Mai 1909          |
| Alfred von Loewenfeld           | 29. Mai 1909 bis 28. Februar 1913         |
| Karl von Plettenberg            | 01. März 1913 bis 5. Februar 1917         |
| Ferdinand von Quast             | 06. Februar bis 8. September 1917         |
| Alfred zu Dohna-Schlobitten     | 09. September bis 1. November 1917        |
| Alfred von Böckmann             | 02. November 1917 bis 11. November 1918   |

## Uniform und Abzeichen
Gemeinsames Abzeichen aller Gardetruppen war der sogenannte „Gardestern“ (Stern des Schwarzen Adlerordens) als Auflage auf dem Gardeadler bei Helm mit Spitze („Pickelhaube“), Tschako, Tschapka der Ulanen usw.; am Waffenrockkragen und an den Ärmelaufschlägen trugen alle Einheiten des Gardekorps besondere Stickereien, meist Kolbenstickerei nach M1842 („Gardelitzen“). Letztere wurden nach 1918 allgemein als Kragenverzierung im deutschen Heer eingeführt. Noch heute sind sie auf den Kragenspiegeln der Heeres-Uniformen der Bundeswehr angebracht. Der Gardestern ziert heutzutage die Barette der Feldjägertruppe der Bundeswehr.